# Voorjaarszakdrager
De voorjaarszakdrager (Bankesia conspurcatella) is een nachtvlinder uit de familie Psychidae, de zakjesdragers.
De spanwijdte varieert van 11 tot 15 millimeter. De vliegtijd is van halverwege februari tot in mei.